# Canavalia ensiformis
Espèce
Classification phylogénétique
Synonymes
- Canavalia ensiformis var. albida DC.
- Canavalia ensiformis var. truncata Ricker
- Canavalia gladiata (Jacq.) DC.
- Canavalia gladiata fo. leucocarpa Taub.
- Canavalia gladiata var. leucosperma Voigt
- Canavalia incurva (Thunb.) DC.
- Canavalia loureiroi G. Don
- Dolichos acinaciformis Jacq.
- Dolichos ensiformis L. - Basionyme
- Dolichos ensiformis Thunb.
- Dolichos gladiatus Jacq.
- Dolichos pugioniformis Raeusch.
- Malocchia ensiformis (L.) Savi[3]

Canavalia ensiformis est une espèce de plantes à fleurs appartenant de la famille des Fabaceae. C'est une liane d'origine néotropicale utilisée pour la nutrition humaine, comme fourrage pour les animaux, en particulier au Brésil, et en tant que plante de service, en association par exemple avec de la canne à sucre, des cacaoyers, des agrumes ou encore du tabac. 
On l'appelle localement  pois-sabre (nom partagé avec d'autres espèces comme Canavalia gladiata), haricot de Madagascar, haricot sabre, pois gogane en français, gotani bean, jack bean, jackbean, swordbean en anglais, frijol espada, haba de burro, judía sable en espagnol, Jackbohne, Schwertbohne en allemand, canavalia en italien et feijão-de-porco (« haricot-de-cochon ») en portugais brésilien.

## Description

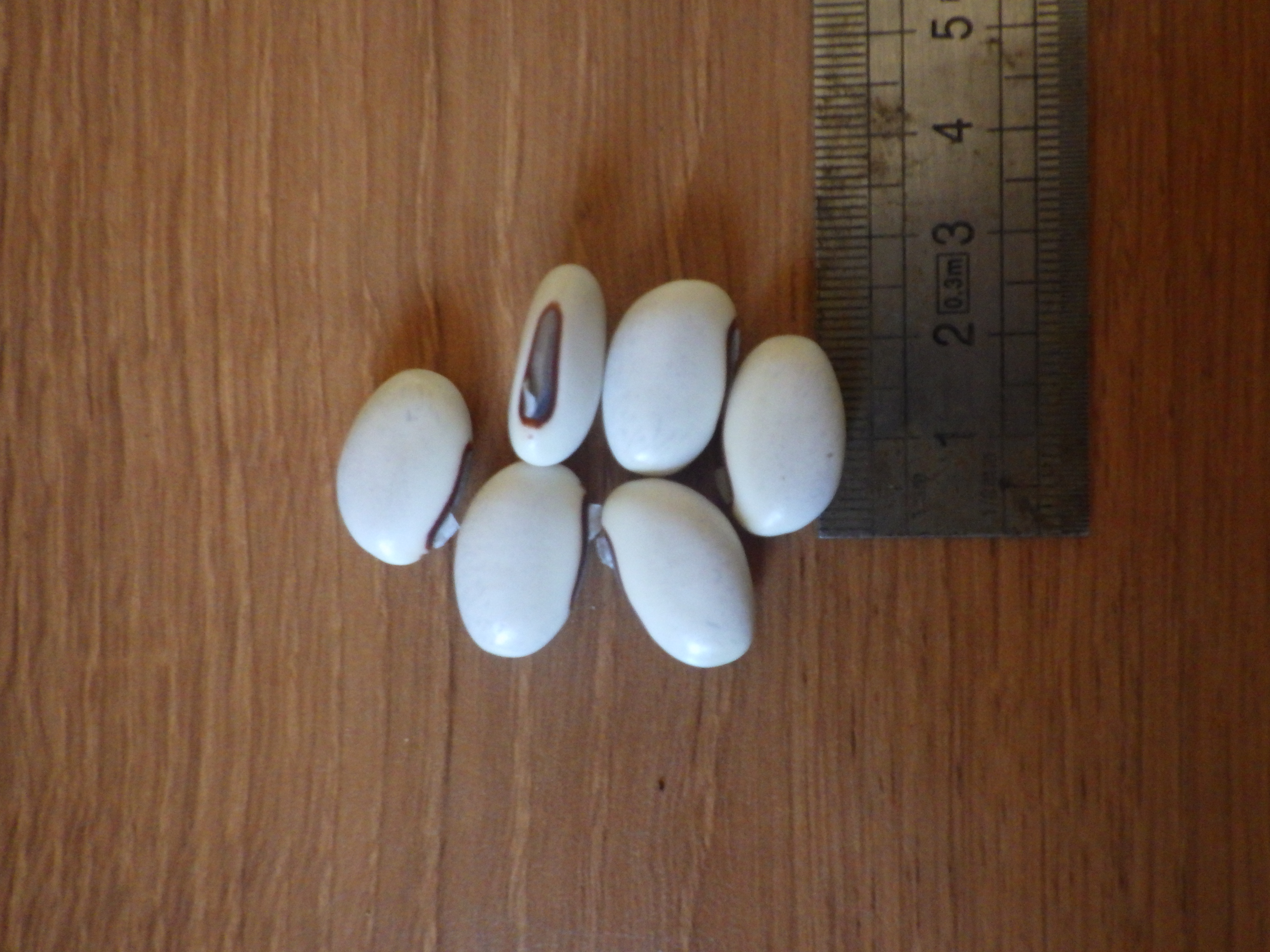
Canavalia ensiformis collection du CIRAD.

Canavalia ensiformis est une plante annuelle ou vivace de courte durée, à port grimpant, buissonnant ou prostré, pouvant atteindre de 2 à 3 mètres de longueur. Elle développe un système racinaire profond. Avec le temps, ses tiges se lignifient, et des ramifications se forment au niveau des nœuds inférieurs, dont certaines peuvent elles-mêmes se ramifier. Les feuilles sont alternes, composées, trifoliées, longuement pétiolées. Les folioles sont ovales à elliptiques. Elles sont aiguës ou arrondies et mucronées à leur sommet. Les fleurs, d'un mauve à pourpre, voire blanches, sont portées par des racèmes axillaires aux nœuds renflés et longuement pédonculés, avec 1 à 3 fleurs par racème. Le calice est campanulé, à 5 lobes, et légèrement pubescent. La corolle présente un étendard arrondi, d'une couleur généralement rosée à pourpre. La gousse de 30 cm de long est oblongue et comprimée latéralement. Elle contient de 8 à 20 grosse graines oblongues de 3x2 cm, et comprimées latéralement, de couleur blanche (il se pourrait qu'elle puisse être d'une autre couleur) avec un hile brun.

## Utilisations

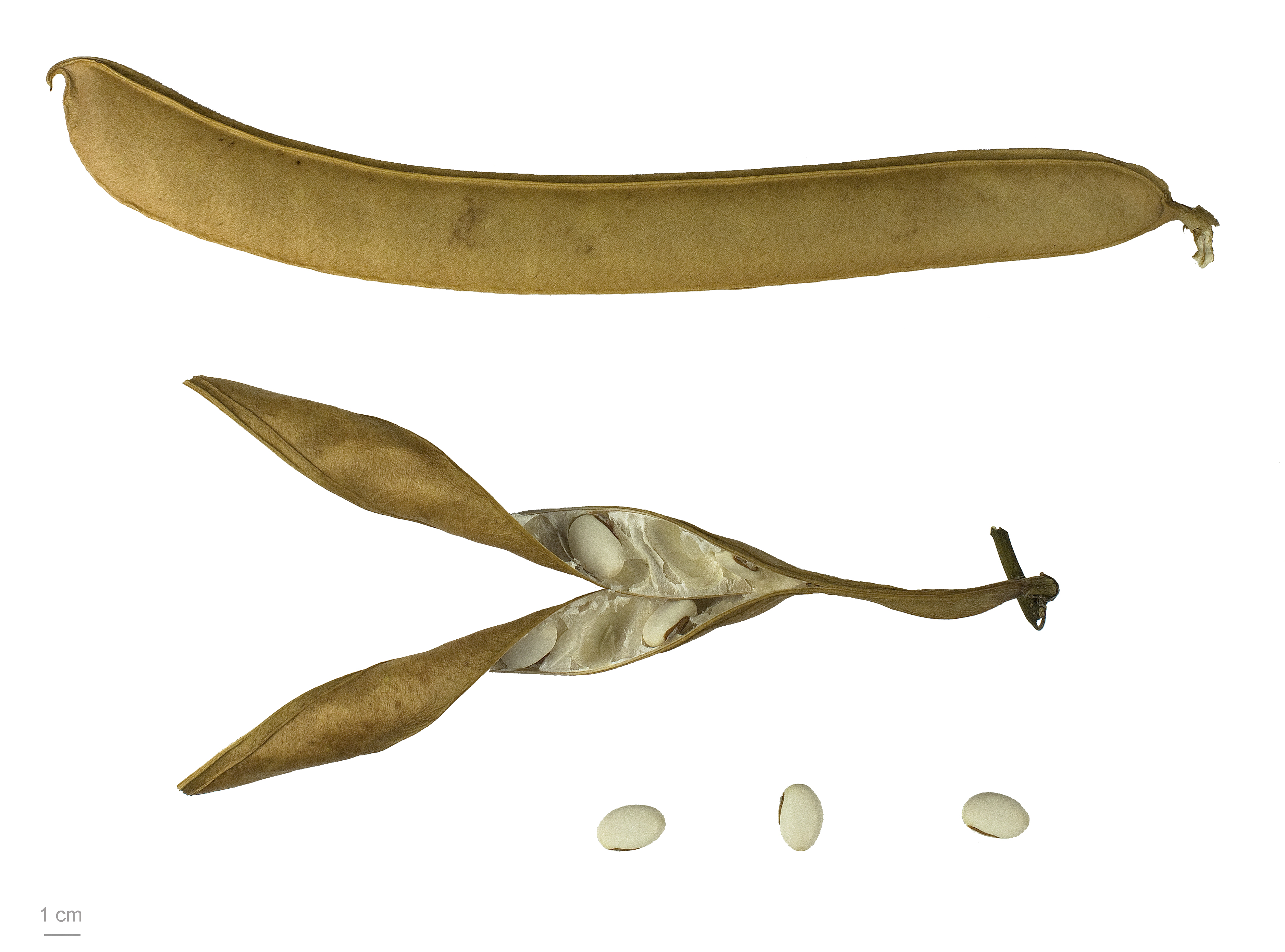
Canavalia ensiformis au Muséum de Toulouse.

Les graines de Canavalia ensiformis contiennent une lectine toxique ainsi qu'un acide aminé antimétabolite. Ces facteurs anti-nutritionnels sont cependant inhibés par une bonne préparation.
Les jeunes gousses de Canavalia ensiformis sont consommées cuites comme légume vert. Les graines peuvent être consommées après une cuisson suffisante (la chaleur détruit les substances légèrement toxiques qu'elles contiennent). Les jeunes feuilles sont également comestibles.
La plante entière peut être utilisée comme fourrage, mais il faut "veiller" à ce que cet aliment ne soit pas souillé par de l'urine (un tel scénario est purement théorique, en conditions normales, le bétail n'encoure un risque que très faible) : Canavalia ensiformis contient de grandes quantités d'uréase, une enzyme qui dégrade l'urée en ammoniac et en carbonates. Cette dégradation permet une meilleure utilisation des engrais organiques par les plantes lorsque le pois sabre est présent sur la parcelle, en tant que plante de couverture par exemple.
Canavalia ensiformis a été étudiée comme source potentielle d'uréase. C'est aussi la principale source de concanavaline A, une lectine utilisés dans des applications biotechnologiques, telles que la chromatographie d'affinité.

## Culture
Canavalia ensiformis n'est pas cultivé  à grande échelle pour des cultures commerciales. Il atteint communément 2 mètres dans les jardins, si les conditions lui sont favorables. Canavalia ensiformis est une plante particulièrement résistante, adaptée aux climats tropicaux humides, mais capable de supporter des périodes de sécheresse. Elle prospère avec des précipitations annuelles comprises entre 700 et 4000 mm et peut pousser jusqu’à 1800 mètres d’altitude. Bien qu’elle préfère une exposition en plein soleil, elle peut tolérer une ombre partielle. Cette espèce s’adapte à une large gamme de sols, qu’ils soient acides, pauvres, fortement lessivés ou même contaminés. Elle montre également une bonne résistance à l’engorgement et à la salinité.

## Taxonomie
Le nom correct complet (avec auteur) de ce taxon est Canavalia ensiformis (L.) DC..
L'espèce a été initialement classée dans le genre Dolichos sous le basionyme Dolichos ensiformis L..

### Noms vernaculaires
Ce taxon porte en français les noms vernaculaires ou normalisés suivants : Pois de sabre,, fève Jacques, haricot sabre,, pois gogane, haricot de Madagascar.
En anglais, Canavalia ensiformis porte de nombreux noms, qui sont souvent sont trompeurs ou ambigu, car dérivant de comparaison avec des plantes similaires par leurs graines ou leurs fruits : Brazilian broad bean (fève brésilienne), Coffee bean (grain de café), Chickasaw lima bean (haricot de Lima des Chicachas), Ensiform bean, Goatani bean, Horse bean (haricot de cheval, nom généralement appliqué à Vicia faba), Jack bean (également appliqué à d'autres espèces du genre Canavalia), Mole bean, Overlook bean, Pearson bean, Sword bean (pois sabre, nom généralement appliqué à Canavalia gladiata), Wonder bean.

### Synonymie
Canavalia ensiformis a pour synonymes :
- Canavaia ensiformis (L.) DC.
- Canavalia ensiformis subsp. albida DC.
- Canavalia ensiformis subsp. truncata Ricker
- Canavalia ensiformis var. albida DC.
- Canavalia ensiformis var. coriacea Domin
- Canavalia ensiformis var. normalis Kuntze
- Canavalia ensiformis var. truncata Ricker
- Canavalia gladiata f. leucocarpa Taub.
- Canavalia gladiata var. leucosperma Voigt
- Canavalia stocksii Dalzell & A.Gibson
- Dolichos acinaciformis Jacq.
- Dolichos cienskowskii Schweinf. & Asch.
- Dolichos cultratus Wight
- Dolichos cultratus Wight ex Steud.
- Dolichos ensiformis L.
- Dolichos ensiformis Thunb.
- Dolichos mutabilis Salisb.
- Dolichos pugioniformis Raeusch.
- Malocchia ensiformis Savi
- Phaseolus virosus Bojer
- Psophocarpus cienkowskii Schweinf.
- Psophocarpus cienkowskii Schweinf. ex Baker f.